# Vicent Galiana i Cano
Vicent Galiana i Cano (Callosa d'en Sarrià, 24 d'agost de 1992) és un professor d'educació secundària i historiador marxista d'origen valencià, especialitzat en Història Contemporània.
Nascut a la comarca de la Marina Baixa, és graduà en Història en la Universitat de València. En aquesta mateixa universitat va obtindre el títol de màster en Història Contemporània (2015) en Professor d'Educació Secundària (2016).
Ha dedicat part de les seues investigacions a rescatar de l'oblit la memòria dels represaliats pel franquisme i a analitzar el procés de construcció de les memòries emblemàtiques del passat recent. Ha escrit sobre aquests aspectes en diverses revistes científiques i mitjans de comunicació, com Jacobine, Historia Social y de las Mentalidades, Didácticas de las Ciencias Experimentales y Sociales, Naveg@américa Ctxt o El Salto, entre d'altres.
Ha treballat com a investigador contractat de la Càtedra Interuniversitària de Memòria Democràtica de la Comunitat Valenciana a la Universitat d'Alacant i a la Universitat Jaume I, i com a assistent tècnic en l'Oficina d'Atenció de Víctimes de la Guerra Civil i el Franquisme vinculada a la Diputació de València. L'octubre de 2018 va rebre la distinció de l'Ajuntament de Callosa d'en Sarrià al mèrit i la trajectòria cultural.

## Obres destacades
- Tupamaros del fusell al parlament (1966-2016) (Tigre de Paper Edicions, 2017. Barcelona.)[10]
- Històries del nostre poble. Un passeig per la Callosa d'en Sarrià del s.XX (Ajuntament de Callosa d'en Sarrià, 2017).
- Tombar l'estaca. Identitats, sexualitats i violències durant la Transició (Prologat per Josep Fontana, Tigre de Paper Edicions, 2018. Barcelona)
- Classe obrera i qúestió nacional, Germania Socialista, Alfons el Magnànim, 2019. (Edició literària i pròleg, junt amb Andrés Gomis Fons)[11]
- Llegir la història. Repensar les fronteres, reinventar les pràctiques. (Coord. Vicent Galiana i Alejandro Llinares. Editorial Sembra Llibres, 2024)